# کنجی فوکودا
کنجی فوکودا (انگلیسی: Kenji Fukuda؛ زادهٔ ۲۱ اکتبر ۱۹۷۷) بازیکن فوتبال اهل ژاپن است.
از باشگاه‌هایی که در آن بازی کرده‌است می‌توان به باشگاه فوتبال پاچوکا، باشگاه فوتبال توکیو، باشگاه فوتبال ناگویا گرامپوس، باشگاه فوتبال لاس پالماس، و باشگاه فوتبال نومانسیا اشاره کرد.
وی همچنین در تیم ملی فوتبال زیر ۲۰ سال ژاپن بازی کرده‌است.